# Triolett
Triolett (französisch triolet) ist in der Verslehre eine Gedichtform französischen Ursprungs. Das Triolett besteht aus acht Versen mit je acht oder neun Silben, wobei der erste Vers identisch oder leicht abgeändert als vierte und siebente Zeile wiederkehrt, der zweite Vers wiederholt sich dann in der achten Schlusszeile. Das Reimschema ist also:
[ABaAabAB]
Dabei sind A und B die wiederholten Verse und a bzw. b mit A bzw. B reimende Verse. Manchmal wird das Triolett auch als Strophenform verwendet. Die Schwierigkeit besteht vor allem darin, trotz der Wiederholungen und nur zweier verfügbarer Reime den Eindruck des Konstruierten zu vermeiden. Deutsche Verfasser haben sich dieser Grundform gegenüber allerdings verschiedene Freiheiten erlaubt.

## Französische Dichtung
Das Triolett erscheint in Frankreich als Liedform im 13. Jahrhundert bei Adenet le Roi (Cléomades), Eustache Deschamps und Jean Froissart (von ihm stammt die Bezeichnung rondel sangle, also rondel simple, „einfaches rondel“). Das Triolett gilt heute als die Urform der verschiedenen Formen des Rondeaus, wird später von diesen abgelöst, verschwindet gegen Ende des 16. Jahrhunderts und erscheint dann wieder ab dem 17. Jahrhundert bei Vincent Voiture und La Fontaine. Im 19. Jahrhundert wurde die Form von Théodore de Banville wiederbelebt und von Arthur Rimbaud, Stéphane Mallarmé, Maurice Rollinat und Alphonse Daudet übernommen. Als Beispiel ein Triolett von Jaques de Ranchin, das Gilles Ménage als "König der Triolette" bezeichnet hat:
Le premier jour du mois de Mai

Fut le plus beau jour de ma vie.

Le beau dessein que je formai

Le premier jour du mois de Mai!

Je vous vis, et je vous aimai.

Si ce dessein vous plut, Sylvie,

Le premier jour du mois de Mai

Fut le plus beau jour de ma vie.

## Deutsche Dichtung
In der deutschen Literatur wird als Vers für des Triolett zumeist der vierhebige Jambus benutzt; auch der vierhebige Trochäus ist häufig. Beliebt waren Triolette vor allem in der Anakreontik, der Goethezeit und der Romantik. Verfasser sind neben anderen Friedrich von Hagedorn, Johann Wilhelm Ludwig Gleim, Friedrich Rückert, August von Platen und Adelbert von Chamisso; Ein besonders produktiver Triolettist war Karl Friedrich Schimper. Das genannte Triolett von Ranchin hat Friedrich Hagedorn dabei so nachgedichtet::
Der erste Tag im Monat Mai

Ist mir der glücklichste von allen.

Dich sah ich, und gestand dir frei,

Den ersten Tag im Monat Mai,

Dass dir mein Herz ergeben sei.

Wenn mein Geständnis dir gefallen,

So ist der erste Tag im Mai

Für mich der glücklichste von allen.
Inhaltlich kreisen die meisten Triolette um die Themen Liebe und Freundschaft, die in einem leichten, oft tändelnden Ton gestaltet werden; andere Themen sind seltener, werden aber im selben Ton behandelt. Mann und Bübchen (Karl Friedrich Schimper):
Mein Bübchen auf dem Steckenpferde

Mit Peitschenknall und Schwung und Sprung

Und dieser Reitermann-Gebärde!

Mein Bübchen auf dem Steckenpferde

Macht, dass ich selbst zum Bübchen werde:

Da wird ein alter Reiter jung,

Ein Bübchen auf dem Steckenpferde

Mit Peitschenknall und Schwung und Sprung!
Häufig finden sich auch selbstbezügliche Triolette, wie zum Beispiel Das Triolett (Ludwig Gleim):
Ein Triolett soll ich ihr singen?

Ein Triolett ist viel zu klein,

Ihr großes Lob hineinzubringen!

Ein Triolett soll ich ihr singen?

Wie sollt' ich mit der Kleinheit ringen,

Es müsst' ein großer Hymnus sein!

Ein Triolett soll ich ihr singen?

Ein Triolett ist viel zu klein!
Triolette werden oft zu Gruppen zusammengefasst. Beliebt sind Triolett-Paare, bei denen die beiden Triolette zwar eigenständig lesbar sind, aber inhaltlich eng aufeinander Bezug nehmen: Frage - Antwort (Ernst Schulze). Die Empfindung des Frühlings (Friedrich von Hagedorn) und Küssen will ich, ich will küssen (Adelbert von Chamisso) sind Beispiele für Triolett-Gruppen, in denen die einzelnen Triolette ein gemeinsames Thema aufweisen. Strophisch im Rahmen eines längeren Gedichts gebraucht kommt das Triolett selten vor: Doppelsonne (Johannes Roeloffs), Schlummerlied (Friedrich Halm).
Auch als Gelegenheitsgedicht findet das Triolett Verwendung, etwa bei Heinrich Wilhelm von Stamford und Klamer Schmidt, die ihre wechselseitige Wertschätzung in aufeinander bezogenen Trioletten ausdrückten: An Klamer Schmidt, An Stamford.
Die deutschen Verfasser haben das Triolett auf verschiedene Arten abgewandelt. Neben der achtversigen Grundform finden sich gelegentlich Triolette mit nur sieben Versen oder, häufiger, Triolette mit einem zusätzlichen neunten Vers. In Friedrich Wilhelm Rogges Frühlingsruf ist der siebte Vers, Schaurig rauscht des Nords Gefieder!, in das sonst vollständig umgesetzte Triolett-Schema eingefügt:
Holder Frühling, kehre wieder

Im smaragdenem Gewande,

Gib mir Blumen, gib mir Lieder!

Holder Frühling, kehre wieder,

Lass die schwellendgrünen Glieder

Brechen ihre eis'gen Bande!

Schaurig rauscht des Nords Gefieder!

Holder Frühling, kehre wieder

Im smaragdenen Gewande!
Neben Trioletten aus vierhebigen Versen finden sich auch solche, die drei- oder fünfhebige Verse verwenden; Triolette aus zweihebigen Versen sind selten. Dreihebige Verse verwendet Karl Friedrich Schimper in seinem Triolett Auf ein Mehlwürmchen, das sich inhaltlich sehr zum Nonsense hinneigt:
Es wuchs bei Mehl und Butter,

Gedieh bei Hirs‘ und Gries

Zu Stubenvögelfutter!

Es wuchs bei Mehl und Butter,

Im Hause war die Mutter,

Davor der Straßenkies –

Es wuchs bei Mehl und Butter,

Gedieh bei Hirs‘ und Gries!
Häufig entspricht die Reimanordnung der Verse, die sich nicht wörtlich wiederholen, nicht dem Grundschema. Karl Reinhard verwendet etwa in An Elisa im dritten Vers nicht wie vorgesehen den Reim aus V1, sondern den Reim aus V2:
Mädchen, gib mein Herz zurück,

Oder schenke mir das deine!

Kannst du sehen, wie ich weine:

Mädchen, gib mein Herz zurück!

Herz um Herz und Glück um Glück,

Oder jeglichem das Seine!

Mädchen, gib mein Herz zurück,

Oder schenke mir das deine!

## Andere Dichtungen
In der englischen Literatur finden sich Beispiele bei Henry Austin Dobson, Edmund Gosse, Robert Bridges und William Ernest Henley.
Im 20. Jahrhundert wurde die Form zunächst selten, dann aber mit dem Erscheinen des New Formalism in den USA wieder beliebter. Trioletts finden sich hier in den Gedichten von Sandra McPherson, Wendy Cope, A. E. Stallings und vor allem bei Marilyn Nelson (Triolets for Triolet) in nahezu epischer Form.